# Bernhard Bang

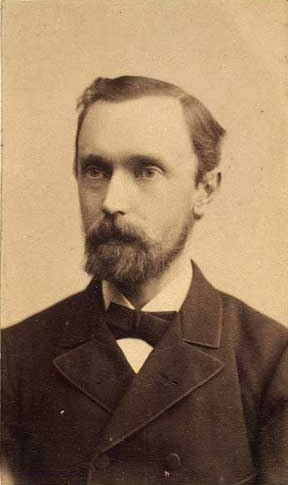
Barnhard Bang

Bernhard Bang (ur. 1848, zm. 1932) – duński lekarz weterynarii oraz bakteriolog, profesor Królewskiej Szkoły Weterynarii i Rolnictwa w Kopenhadze. W 1896 r. odkrył zarazek zakaźnego ronienia bydła (powodujący tzw. chorobę Banga). Opracował metodę zwalczania gruźlicy bydła.